# Поуха, Самсон
Самсон Поуха (англ. Samson Po'uha;}; 2 июня  1972, Тонга) — американский боксёр-профессионал, выступавший в тяжёлой весовой категории. Чемпион США среди любителей в супертяжёлом весе (1992).

## Любительская карьера
в 1991 году По уха выиграл Национальные Золотые перчатки в супертяжелом весе в 1991 году и чемпионат США в супертяжелом весе в 1992 году.

## Профессиональная карьера
Дебютировал в ноябре 1992 года в бою со Стивом Кортесом, которого нокаутировал в 1 раунде. Выиграл первые 12 боёв нокаутом.
В феврале 1993 года победил техническим нокаутом в 4 раунде непобеждённого Патрика Смита.
В апреле 1993 года победил техническим нокаутом в 1 раунде непобеждённого Вилли Джексона.
В августе 1993 года победил нокаутом в 1 раунде Эди Гонзалеса.
В октябре 1993 года победил техническим нокаутом в 1 раунде Джейсон Уоллера.
В ноябре 1993 года победил техническим нокаутом в 8 раунде Майка Роуса.
В июне 1996 года встретился с Крейгом Пейном. Пейн победил техническим нокаутом в 6 раунде.
В ноябре 1994 года нокаутом в 1 раунде Джона Мортона.
В декабре 1994 года нокаутом в 1 раунде Джеффа Лалли.
В январе 1995 года техническим нокаутом в 1 раунде Мартином Фостером . В 5 раунде Голота трижды отправил соперника в нокдаун, после чего рефери остановил бой.
В мае 1995 года встретился с непобеждённым Анджеем Голотой. Соперники постоянно обменивались ударами. Первые 2 раунда прошли под диктовку Голоты. В 3 раунде По ухе отсчитали два стоячих нокдауна. В 4 раунде По уха потряс Голоту попаданием справа. Голота начал клинчевать. По уха кинулся его добивать. Спасаясь от добивания Голота в клинче укусил соперника за плечо. Голота был на грани нокдауна, но сумел выстоять до конца раунда. После этого раунда у Голоты образовалось рассечение на лбу. В 5 раунде Голота трижды отправил соперника в нокдаун, после чего рефери остановил бой.
В ноябре 1994 года встретился с Патрик Фриман. По уха победил единогласным решением судей в 4 раундовом бою.
В ноябре 1994 года встретился с Джимми Хэйнесом. В 1 раунде По уха послал Хэйнеса в нокдаун и победил техническим нокаутом во 2 раунде.
В октябре 1993 года встретился с Фрэнки Свинделлом. В близком бою победу раздельным решением судей одержал По уха.
В апреле 1997 года победил техническим нокаутом бывшего чемпиона северной америки Берта Купера.
В мае 1997 года встретился с бывшим претендентом на титул Джесси Фергюссоном. Соперники постоянно обменивались ударами. Первые 2 раунда остались за По ухой, но в 3 раунде Фергюсон дважды отправил соперника в нокдаун. В последующих раундах Фергюсон сотрясал своего соперника. В 7 раунде боксёры стали уставать, но По уха выглядел немного лучше. В конце 8 раунда Фергюсон провёл серию ударов, после которой По уха опустился на колено, рефери вмешался и прекратил бой.
В июне 1999 года встретился с Дэвидом Веддером. Вейдер победил единогласным решением судей.
В мае 2000 года победил нокаутом в 8 раунде джорнимена Луиса Монако.
В январе 2002 года во 2 раз встретился Фрэнки Свинделлом. На этот раз бой завершился в ничью.
В апреле 2002 года встретился с Шерманом Уильямсом. Уильямс победил раздельным решением судей. После этого боя По уха ушёл из бокса.